# Mantispidiptera enigmatica
Mantispidiptera enigmatica là một loài côn trùng thuộc bộ Neuroptera. Loài này được Grimaldi miêu tả năm 2000.